# Gisuru
Gisuru è un comune del Burundi situato nella provincia di Ruyigi con 99.461 abitanti (censimento 2008).

## Geografia antropica

### Suddivisioni amministrative
Il comune è suddiviso in 42 colline.